# Marmadrid
Marmadrid o Mar Madrid és un curtmetratge documental espanyol del 2002 dirigit per Rafael Rodríguez Tranche, professor de ciències de la informació aplicada, amb ajut del Taller de la Imatge de la Universitat d'Alacant. Tranche també és autor del guió, i amb disseny de so de Marcel Garbi.

## Sinopsi
És un curtmetratge documental on cerca la relació de Madrid amb el mar i amb l'aigua en general. Investiga els llocs, ambients, activitats i personatges que podrien fer de Madrid una ciutat mediterrània.

## Premis
Nominada al Goya al millor curtmetratge documental.